# Anna Melle
Anna Melle, född 1956, är en svensk författare, lärare och föreläsare. Totalt har hon skrivit 12 böcker. 2022 mottog hon Viktor Rydbergspriset.

## Biografi
Anna Melle har assyrisk bakgrund. På 1970-talet flydde hon från krig i Turkiet, och hamnade i Öxnehaga. Hon har en lärarexamen från Högskolan i Jönköping, och är bosatt i Huskvarna. Hon har undervisat som gymnasielärare i historia och samhällsvetenskap på Bäckadalsgymnasiet i Jönköping. Hon har även arbetat som undersköterska och tolk, samt varit engagerad politiskt.